# بوريس باكيتش
بوريس باكيتش مواليد 23 مايو 1986 في بودغوريتسا، جمهورية يوغوسلافيا الاشتراكية الاتحادية، هو لاعب كرة سلة مونتينيغري. بدأ مسيرته الاحترافية في سنة 2003. يحمل الرقم 44. يبلغ طوله 6 قدم 4 1⁄4 بوصة (1.9 م).

## المسيرة الاحترافية
لعب مع نادي بودوشنوست لكرة السلة في موسم 2003–2004، ثم لعب مع نادي بارتيزان لكرة السلة من سنة 2004 إلى 2007، ثم لعب مع نادي ريد ستار لكرة السلة من سنة 2007 إلى 2011.

## روابط خارجية
- بوريس باكيتش على موقع الاتحاد الدولي لكرة السلة (الإنجليزية)
- بوريس باكيتش على موقع الدوري الأوروبي لكرة السلة (الإنجليزية)
- بوريس باكيتش على موقع كرة السلة الأوروبية.كوم (الإنجليزية)
- بوريس باكيتش على موقع ريلجم (الإنجليزية)
- بوريس باكيتش على موقع بروبوليرز (الإنجليزية)
- بوريس باكيتش على موقع سبورتس رفرنس (الإنجليزية)